# Волано
Волано (італ. Volano, вен. Vołano) — муніципалітет в Італії, у регіоні Трентіно-Альто-Адідже,  провінція Тренто.
Волано розташоване на відстані близько 470 км на північ від Рима, 18 км на південь від Тренто.
Населення — 3179 осіб (2014).
Щорічний фестиваль відбувається 2 лютого. Покровитель — Purificazione di Maria Vergine.

## Демографія
Населення за роками:

Станом на 1 січня 2023 року в муніципалітеті офіційно проживали 233 іноземці з 32 країн, серед них 57 громадян країн Євросоюзу та 31 громадянин України.

## Сусідні муніципалітети
- Калліано
- Номі
- Помароло
- Роверето